# Nicole Row
Nicole Sue Row (nacida el 30 de junio de 1991) es una bajista y cantante estadounidense de la banda de rock Incubus. Se dio a conocer por primera vez al salir de gira con Miley Cyrus en 2017 y con Panic! at the Disco entre 2018 y 2023. Se unió a la gira de Incubus en marzo de 2023 y se incorporó a la banda en febrero de 2024.
Anteriormente, trabajó con Troye Sivan, Daya, Fat Joe, Remy Ma, Ty Dolla Sign, Dallas Austin, Christina Perri y Dua Lipa.

## Biografía
Row nació y creció en Fresno, California. Creció en una casa sin instrumentos musicales, por lo que su primera participación musical fue a través del canto. Su primera experiencia en conciertos fue ver a los Deftones tocar en el estadio cubierto de la Universidad Estatal de California en Fresno, cuando tenía unos 13 años. Row estaba "obsesionada" con la banda de ska punk Sublime y se inspiró en su bajista, Eric Wilson. Empezó a tocar el bajo a los 17 años. Después de la preparatoria, se mudó a Los Ángeles y asistió al Musicians Institute para estudiar bajo. Se inclinó por el jazz y el funk, practicando música de Larry Graham, Marcus Miller y John Paul Jones.
Row promovió actuaciones puntuales de muchos artistas, entre ellos Troye Sivan.

## Carrera

### Con Panic! at the Disco
Como músico de gira, Row reemplazó al bajista de Panic! at the Disco, Dallon Weekes, quien dejó la banda en diciembre de 2017. Cuando le pidieron a Row que se uniera al grupo, solo tuvo dos semanas para aprenderse las canciones de la banda, que abarcaban 14 años y 6 álbumes. Su primer concierto con la banda fue en Cleveland, Ohio, el 19 de marzo de 2018. Se esperaba que Brendon Urie, el veterano líder de Panic! at the Disco, tocara el bajo en las grabaciones de estudio, manteniendo a Row en un rol de gira.
En enero de 2023, Urie anunció que la banda se separaría en marzo. La última fecha de Row con la banda fue al final de la gira Viva Las Vengeance en Inglaterra el 10 de marzo, cerrando así cinco años de gira con Panic! at the Disco. A la mañana siguiente, antes de su vuelo de regreso a casa, le informaron que Incubus le preguntaba si se uniría a su banda en una gira.

### Con Incubus
Row trabajó inicialmente con Incubus como reemplazo temporal del bajista Ben Kenney, quien se recuperaba de una neurocirugía. El primer reemplazo de Kenney fue Tal Wilkenfeld, quien estuvo de gira con Incubus durante dos meses. En marzo de 2023, Row comenzó a ensayar para reemplazar a Wilkenfeld. La banda se sorprendió al descubrir que Row había sido fan de Incubus durante sus años escolares y que ya cantaba sus canciones de memoria. La gira duró de mayo a octubre, con 46 fechas en Norteamérica y Europa. El cantante principal de Incubus, Brandon Boyd, comentó que Row "aportó un nuevo universo a nuestra banda, lo cual ha sido increíble". La banda bromeó sobre su juventud, señalando que su año de nacimiento, 1991, coincidió con el año de fundación de Incubus. El DJ Chris Kilmore comentó que Row "reduce nuestra edad colectiva".
En el estudio, Row se encargó del bajo en Morning View XXIII, una regrabación de 2023 del álbum Morning View de Incubus de 2001. Boyd elogió la musicalidad de Row, diciendo que "imprimió su propio sello" a las canciones antiguas, por ejemplo, añadiendo una introducción con acordes a "Nice to Know You". Después de que Kenney notificara a la banda que no regresaría, Row se unió oficialmente a Incubus como bajista y Boyd dijo que se había "convertido en parte de la familia de la banda".

## Vida personal
Row reside en el área metropolitana de Los Ángeles con su perro Scout. Su bajo F BN5 personalizado tiene incrustada una silueta que representa a Scout. Se relaja haciendo senderismo. Lleva en un collar la llave de batería de su hermano mayor, Josh; él era baterista y se volvió adicto a la heroína, falleciendo en 2010 por sobredosis.